# Aliasing (grafika komputerowa)
Aliasing – zjawisko polegające na zniekształceniu obrazu w wyniku zbyt małej częstości jego próbkowania w procesie rasteryzacji. Rasteryzacja ta zachodzi najczęściej podczas wyświetlania obrazu na ekranie, który obecnie najczęściej jest ekranem rastrowym, ale może dotyczyć także procesu zamiany modelu opisu obrazu z wektorowego na rastrowy. Aby zminimalizować ten efekt, stosuje się tzw. antyaliasing, który niestety powoduje, że obraz staje się w pewnym stopniu nieostry.
Przykładem aliasingu w komputerowej grafice rastrowej jest występowanie schodkowania na liniach ukośnych lub obrzeżach brył w obrazach wyświetlanych na monitorach rastrowych. Powstają one w wyniku tego, że obraz jest prezentowany na macierzy małych czworokątów (pikseli), z których zbudowana jest matryca ekranowa.
W ogólnym sensie obróbki sygnałów aliasing jest konsekwencją błędów lub niedoskonałości próbkowania i pojawia się wtedy, gdy funkcja ciągłej zmiennej, reprezentującej rzeczywisty sygnał, zawiera radykalne zmiany wartości, a następnie jest niedokładnie aproksymowana za pomocą dyskretnych próbek.

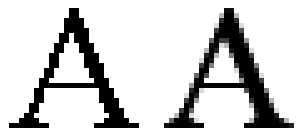
Przykład aliasingu litery "A" w czcionce Times New Roman.